# Pappmaché

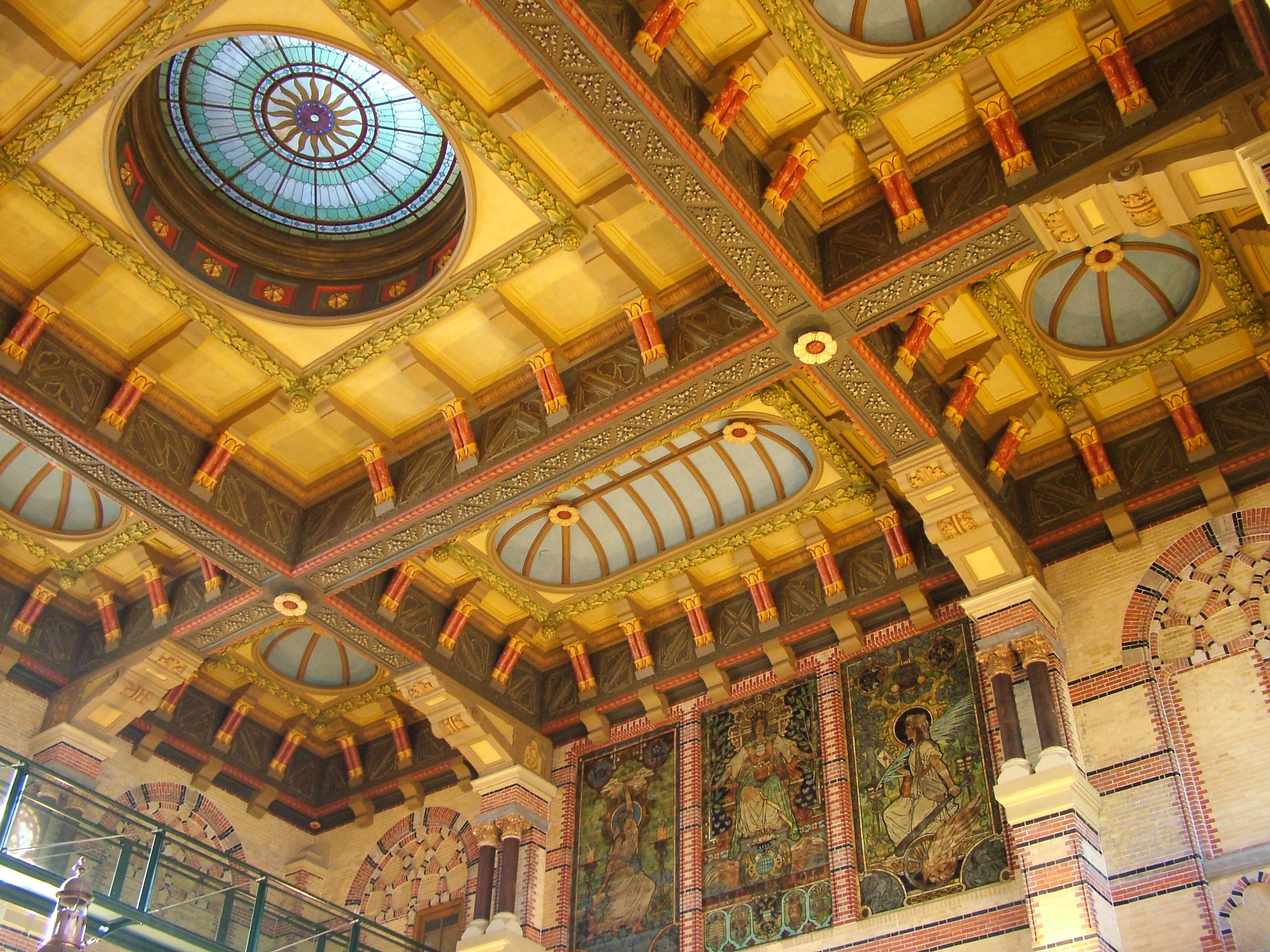
Bahnhof Groningen, die Deckenornamente sind aus Pappmaché

Pappmaché bzw. Pappmaschee (auch Pulpe oder Papiermaché, aus dem Italienischen auch Cartapesta) ist ein Gemisch aus Wasser, Papierfasern und einem Bindemittel, meist Kleister, aus dem sich leichte, stabile, relativ große und verhältnismäßig günstige Plastiken, Skulpturen oder Masken gestalten lassen. Teilweise werden weitere Zuschlagstoffe, wie Kreide oder Ton, zugesetzt. Als Papiermaché wird mitunter auch (aber fälschlicherweise) ein schichtenweiser Aufbau von verkleisterten Papierstreifen verstanden. Hierbei handelt es sich um die so genannte Kaschiertechnik.
Für die Herstellung wird in Stücke gerissenes Papier mit Wasser und Kleister zu einem zähen Brei vermischt. Nach der Trocknung erhält dieser Brei eine gewisse Festigkeit. Pappmaché eignet sich daher gut zum Modellieren, braucht aber recht lang zum Trocknen und schwindet stark.

## Geschichte
Ursprünglich aus dem asiatischen Raum stammend, ist Pappmaché in Europa seit dem 15. Jahrhundert bekannt. Zunächst wurden hauptsächlich Reliefs und Krippenfiguren gefertigt. Durch die Zugabe hoher Kreideanteile entsteht die so genannte Steinpappe, die seit dem 17. Jahrhundert für die Herstellung von Puppen (Papierdocken) genutzt wurde. In Mexiko und Lateinamerika wird es seit langem verwendet, um Piñatas herzustellen. Ein Großteil der Innen- und Außendekoration des Schlosses Ludwigslust und auch der Ludwigsluster Stadtkirche wurde Ende des 18. Jahrhunderts aus Papiermaché, dem „Ludwigsluster Carton“, gefertigt. Auch der Luxusgüterhersteller Stobwasser arbeitete in Berlin und Braunschweig mit diesem Material als Grundlage seiner hochwertigen Lackarbeiten. Weitere Verwendung fand das Pappmaché auch in der Fertigung der päpstlichen Tiaras.
Pappmaché hatte im 19. Jahrhundert, vor der Erfindung des Bakelits 1907, eine ähnlich bedeutende Rolle wie heute viele Kunststoffe, wie die Produkte der Pappmachédynastie Adt zeigen.

## Eigenschaften
Pappmaché kann mit Schleifpapier, einem scharfen Messer oder einer Feinsäge bearbeitet werden. Da es elastisch ist, kann es nicht mit Hammer und Meißel aufbereitet werden. Es besitzt eine relativ hohe Zugfestigkeit.
Es wird von bestimmten Chemikalien angegriffen, so verfärbt es sich durch Salpetersäure bräunlich und durch Schwefelsäure, die hygroskopisch wirkt, schwarz. Salzsäure sowie Natriumhydroxidlösung bewirken keine deutliche Veränderung.

## Herstellung
Im Labormaßstab stellt man Pappmaché aus kleingerissenem Zeitungspapier her, das in Wasser eingeweicht oder mit heißem Wasser übergossen und gut durchgeknetet wird oder, besser, im Dampftopf 10 Minuten über 100 °C erhitzt wird. Dadurch löst sich das Papier auf und die Fasern werden frei. Mit dem Abseihen bzw. Ausdrücken von überflüssigem Wasser wird auch ein Teil der Druckfarbe beseitigt. Nach dem Abkühlen wird etwas trockenes Tapetenkleister-Pulver gut eingeknetet und die Masse durch weiteres Kneten geschmeidig und homogen gemacht. Beim Trocknen schrumpft die Masse wegen des hohen Wassergehalts, was sich bei Modellierungen etwas störend bemerkbar macht. Daher muss gegebenenfalls nach dem ersten Trocknen nochmals mit frischer Masse nachgearbeitet werden. Die Pappmaché-Masse hält sich in einem Plastikbeutel längere Zeit im Kühlschrank, schimmelt aber leicht. Nach einiger Zeit verliert der Leim dabei seine Bindekraft und muss neu zugefügt werden.
Eine Sonderform von Pappmaché stellt die massive Kartonmasse dar. Dabei wird eine extrem hohe Verdichtung des Papiermaterials in der Verarbeitung angestrebt. So entsteht eine kompakte, lehmähnliche Masse. Diese Masse lässt sich wie Lehm verarbeiten, ohne dass Hohlräume in der Skulptur gebildet werden, wie es beim Pappmaché der Fall wäre. Beim Pappmaché sind diese Hohlräume in der Regel erwünscht, entweder aus Ersparnisgründen oder um das Gewicht zu reduzieren.
Der Vorteil der massiven Kartonmasse ist die sehr hohe Stabilität und Witterungsbeständigkeit aufgrund der vollständigen blockhaften Massivität. Allerdings setzt das Anfertigen größerer Skulpturen, wie bei der Verarbeitung von Lehm oder Gips, ein Gerüst (die sogenannte Armatur) im Kern der Skulptur voraus, das die vor allem im feuchten Zustand sehr schwere Masse trägt. Beim Trocknen schrumpft die Kartonmasse an der Oberfläche ähnlich wie Pappmaché und muss entsprechend nachbearbeitet werden (durch weiteres Auftragen bzw. Abschleifen).

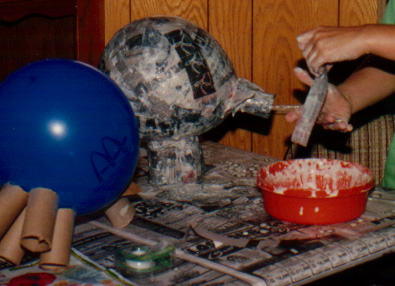
Kaschiertechnik
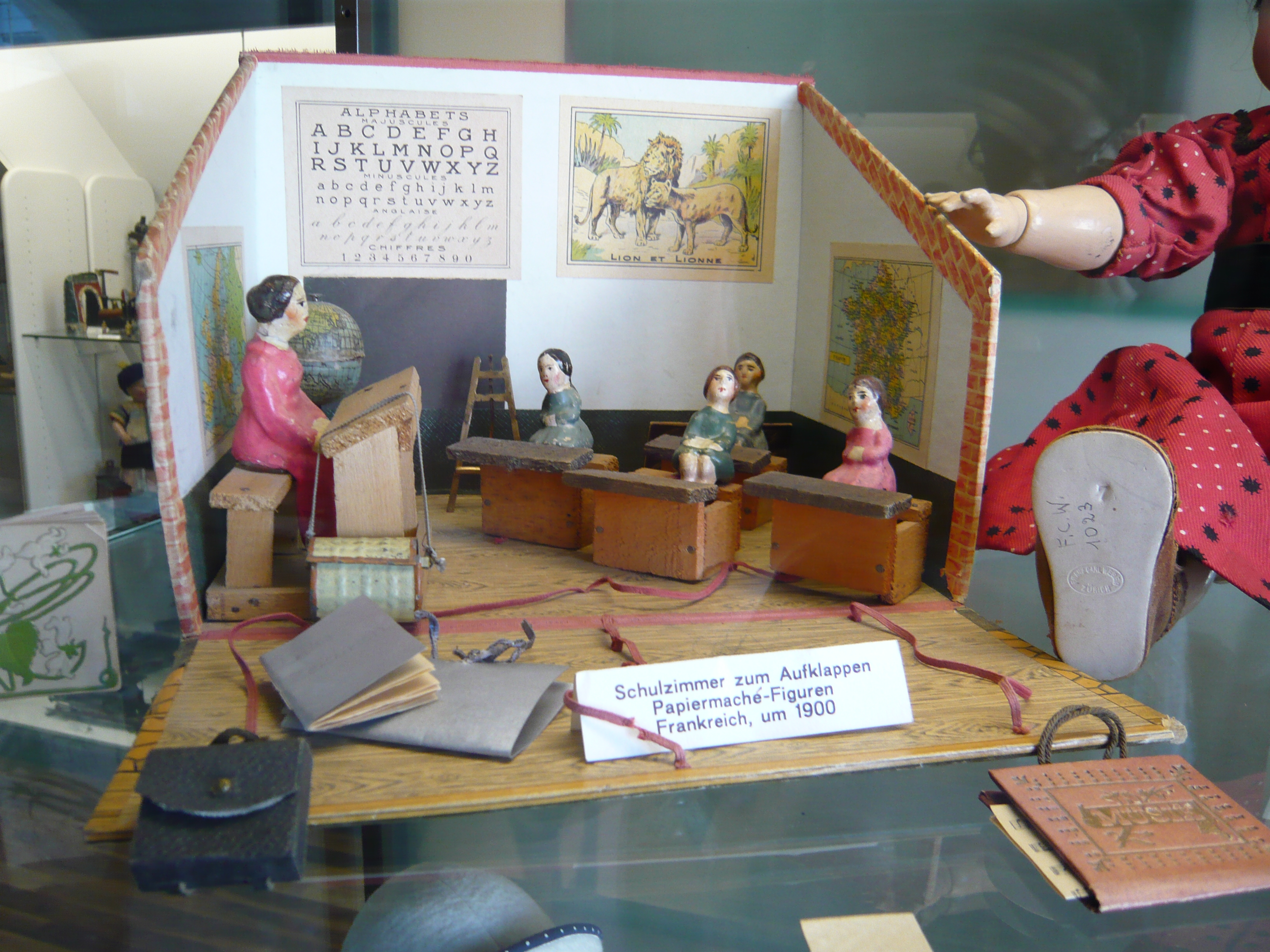
Klassenzimmer mit Figuren aus Pappmaché (Frankreich, ca. 1900)
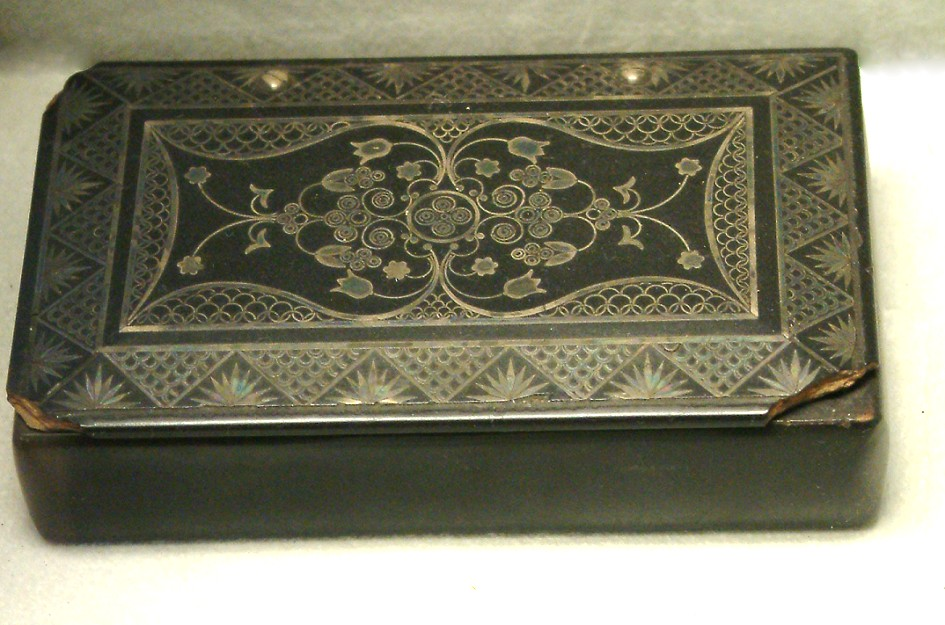
Pappmaché-Dose aus dem 19. Jahrhundert
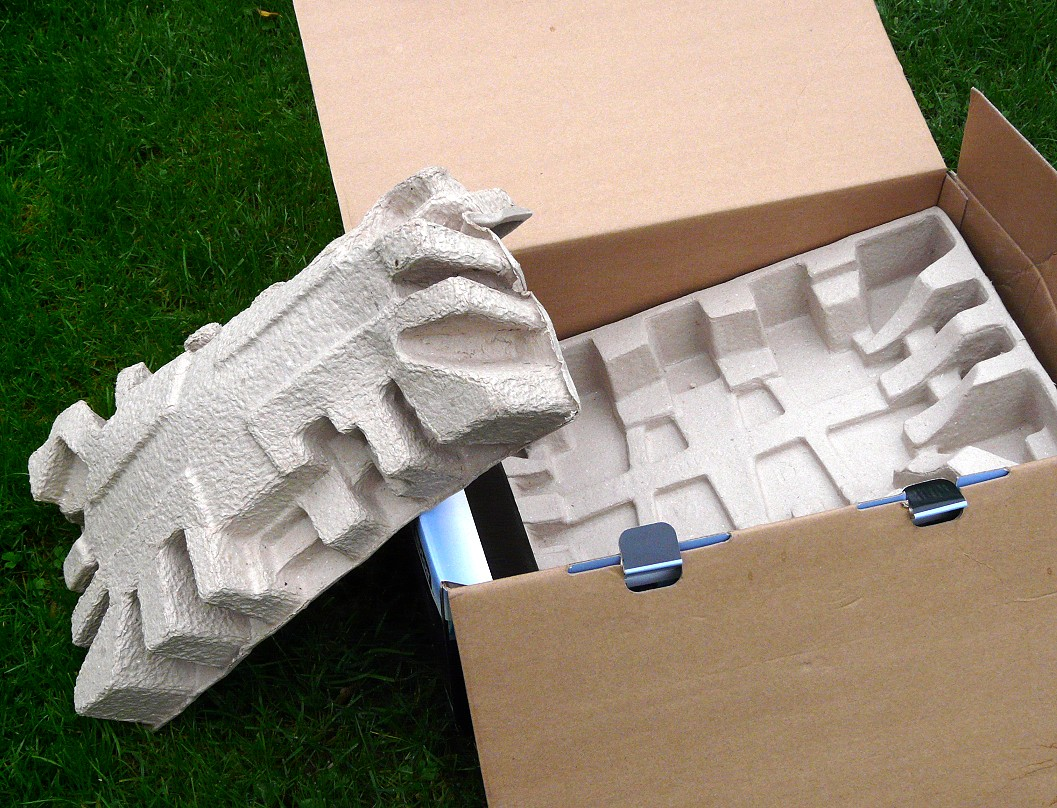
Verpackung aus Pappmaché
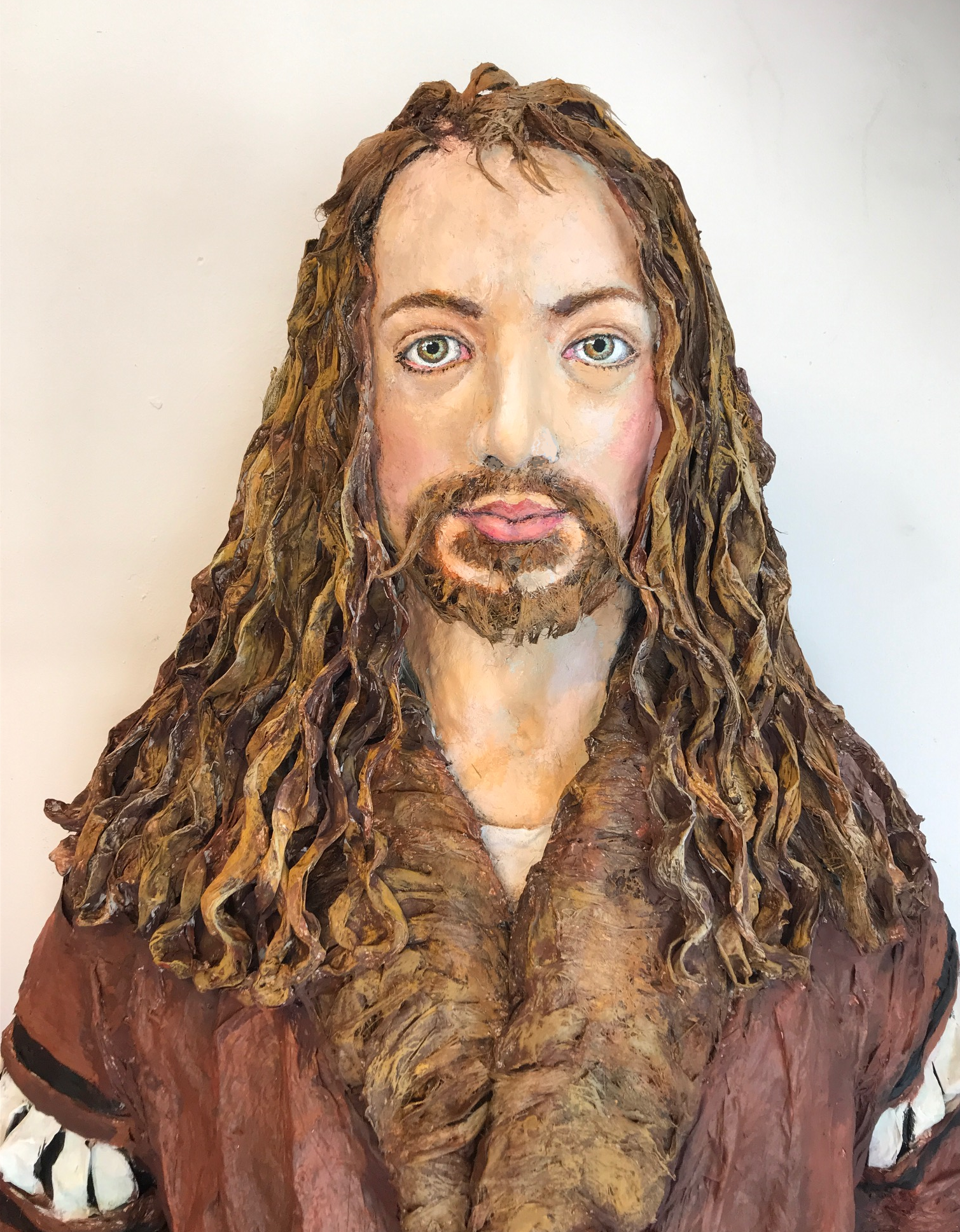
Pappmaché-Figur Albrecht Dürer von Christiane Altzweig